# Mimegralla stylophora
Mimegralla stylophora är en tvåvingeart som först beskrevs av Ignaz Rudolph Schiner 1868.  Mimegralla stylophora ingår i släktet Mimegralla och familjen skridflugor.
Artens utbredningsområde är Nicobarerna. Inga underarter finns listade i Catalogue of Life.